# Age of Empires IV
Age of Empires IV is een real-time-strategy-computerspel ontwikkeld door Relic Entertainment in samenwerking met World's Edge. Het werd uitgebracht door Xbox Game Studios op 28 oktober 2021 voor Windows 10 en is het vierde spel van de Age of Empires-reeks.

## Spelverloop
Bij de start van een klassiek spel (een zogenaamde Skirmish) krijgt men een stadhuis, enkele dorpelingen en een scout toegewezen. De bedoeling is dat men eerst het gebied verkent op zoek naar vier grondstoffen: voedsel, hout, goud en steen. Met die grondstoffen kan men beginnen een eerste dorp uit te bouwen door huizen te bouwen om meer dorpelingen te kunnen trainen en huisvesten, boerderijen te bouwen om voedsel te verbouwen en kampen te bouwen om hout te kappen en goud of steen te mijnen.
Met die grondstoffen kan men tevens militaire gebouwen bouwen om legereenheden te trainen en hun verdediging te versterken door muren en torens (waarin boogschutters de wacht houden) te bouwen. Het spel kan gewonnen worden door alle vijandige landmarks te vernietigen (Landmark Victory), alle heilige sites op de map te veroveren (Sacred Victory) of een wonder te bouwen en dat 15 minuten lang succesvol te verdedigen (Wonder Victory).
Elke beschaving heeft bovendien unieke bonussen en systemen om grondstoffen te verzamelen of gevechten te winnen. Om de gebruikte technologieën of eenheden te verbeteren, moet men door verschillende tijdperken (zogenaamde ages) gaan. In Age of Empires IV gaat dit om:
- I:  Dark Age
- II: Feudal Age
- III: Castle Age
- IV: Imperial Age

Om een nieuw tijdperk in te gaan, moet men een bepaald aantal gebouwen uit de huidige age en een landmark bouwen. Als men dit gedaan heeft, kan men een nieuwe age onderzoeken en krijgt men toegang tot nieuwe technologieën, gebouwen en (gevechts)eenheden.

## Singleplayercampagne
Age Of Empires IV bevat verhaallijnen die zich afspelen in de periode tussen de vroege tot hoge middeleeuwen. Zo bevat het spel vier verhaallijnen elk bestaande uit zeven tot tien missies. Telkens wordt het verhaal van een ander historisch conflict verteld:
- The Norman Campaign: de Normandische verovering van Engeland en de conflicten tussen de Engelse koningen.
- The Hundred Years War: het conflict tussen Engeland en Frankrijk
- The Mongol Empire: de opkomst van het Mongoolse Rijk
- The Rise of Moscow: de opkomst van het Grootvorstendom Moskou en het conflict met de Roes

### Beschavingen
Men kan aan de slag met acht historische beschavingen. Elke beschaving beschikt over unieke eenheden en gebouwen.
| Chinezen            | Kalifaat van de Abbasiden |
| Engelsen            | Mongolen                  |
| Fransen             | Roes                      |
| Heilige Roomse Rijk | Sultanaat van Delhi       |

## Ontwikkeling
Op 21 augustus 2017 maakte Microsoft bekend dat Relic Entertainment begonnen was met de ontwikkeling van Age of Empires IV. Op 14 november 2019 werd er tijdens de X019 evenement voor het eerst gameplay beelden van Age of Empires IV vertoond, waarbij de Engelsen met de Mongolen in gevecht waren. Op 16 maart 2021 werd er nog meer beelden vrijgegeven, waar de Chinezen en de Sultanaat van Delhi werden getoond. Tijdens de E3 2021 maakte Microsoft bekend dat het spel op 28 oktober 2021 zou worden uitgegeven voor de PC.
Kort na de release van het spel, bij de voorstelling van de roadmap van aankomende updates, werd ook aangekondigd dat het spel een seizoenssysteem zou krijgen. Concreet betekent dit dat er om de drie maanden nieuwe functies en content (zoals nieuwe mappen, spelmodi enz.) worden toegevoegd aan het spel.

## Ontvangst
De game wordt gezien als een soms te veilige voortzetting van de voorgaande versies en biedt weinig extra ten opzichte van de voorgangers. De grote hoeveelheid spelcampagnes en de toevoeging van Mongoolse strijders en de Roes worden echter als een positieve ontwikkeling beschouwd.